# Cirrussky
Cirrussky ((latin): 'hårtot', 'dusk') er en højtliggende sky dannet af vanddampe. Cirrusskyer er tynde og har ofte en trådlignende struktur. World Meteorological Organization's International cloud atlas anvender betegnelsen Ci for cirrusskyer.
Cirrusskyer består af iskrystaller og tilhører de højtliggende skytyper; tre til otte kilometers højde i polare områder, fem til 13 kilometers højde i tempererede områder og seks til 18 kilometers højde i tropiske områder. Cirrusskyer vil typisk varsle ankomsten af en varmfront.